# Felix Stridsberg-Usterud
Felix Stridsberg-Usterud (3 november 1994) is een Noorse freestyleskiër die is gespecialiseerd in de onderdelen slopestyle en de big air. Hij vertegenwoordigde zijn vaderland op de Olympische Winterspelen 2018 in Pyeongchang.

## Carrière
Stridsberg-Usterud maakte zijn wereldbekerdebuut in februari 2013 in Silvaplana. Een maand later stond hij in Sierra Nevada voor de eerste maal in zijn carrière op het podium van een wereldbekerwedstrijd. Op de wereldkampioenschappen freestyleskiën 2015 in Kreischberg eindigde de Noor als zeventiende op het onderdeel slopestyle. Op 14 maart 2015 boekte Stridsberg-Usterud in Silvaplana zijn eerste wereldbekerzege. Aan het eind van het seizoen 2014/2015 legde hij beslag op de eindzege in het wereldbekerklassement slopestyle. In de Spaanse Sierra Nevada nam de Noor deel aan de wereldkampioenschappen freestyleskiën 2017. Op dit toernooi eindigde hij als veertigste op het onderdeel slopestyle. Tijdens de Olympische Winterspelen van 2018 in Pyeongchang eindigde Stridsberg-Usterud als veertiende op het onderdeel slopestyle.

## Resultaten

### Olympische Winterspelen
| Jaar | Plaats      | Resultaten     |
| ---- | ----------- | -------------- |
| 2018 | Pyeongchang | 14e Slopestyle |

### Wereldkampioenschappen
| Jaar | Plaats        | Resultaat      |
| ---- | ------------- | -------------- |
| 2015 | Kreischberg   | 17e Slopestyle |
| 2017 | Sierra Nevada | 40e Slopestyle |

### Wereldbeker
Eindklasseringen
| Seizoen   | Algm | BA  | SS   |
| --------- | ---- | --- | ---- |
| 2012/2013 | 96e  | –   | 14e  |
| 2013/2014 | 244e | –   | 67e  |
| 2014/2015 | 36e  | –   | Goud |
| 2015/2016 | 36e  | –   | 9e   |
| 2016/2017 | 33e  | 7e  | 15e  |
| 2017/2018 | 115e | 12e | 21e  |

Wereldbekerzeges
| Datum         | Plaats     | Onderdeel  |
| ------------- | ---------- | ---------- |
| 14 maart 2015 | Silvaplana | Slopestyle |